# مايك كيريغان
مايك كيريغان (بالإنجليزية: Mike Kerrigan)‏ هو لاعب كرة قدم أمريكية ولاعب كرة قدم كندية أمريكي، ولد في 27 أبريل 1960 في شيكاغو في الولايات المتحدة.

## وصلات خارجية
- مايك كيريغان على موقع مرجع كرة القدم المحترفة.كوم (الإنجليزية)